# Okabe
Pour les articles homonymes, voir Okabe (homonymie).
Okabe ou Occabe est un mont du Pays basque français (Basse-Navarre) culminant à 1 466 m d'altitude.

## Toponymie
Le nom Okʰabe est un hydronyme dû à une source située sur le versant sud.

## Géographie

### Topographie
Okabe est un mont de la ligne de partage des eaux pyrénéenne. Le versant occidental de ce massif héberge des cromlechs appelés harrespils en basque.

## Histoire
Vingt-six cromlechs, cercles de pierre ou harrespils ont été répertoriés sur le plateau d'Okabe, qui est probablement un lieu de passage pastoral très ancien. Aucune trace écrite ne donne d'explications sur la présence de ces vestiges préhistoriques ou protohistoriques. Des fouilles ont permis de découvrir, au centre des cercles, des dallages ainsi que des restes de charbon de bois et de cendres. La crémation des corps et des rituels funéraires amènent à penser qu'il s'agissait d'une nécropole.

## Voies d'accès
On peut y accéder depuis Estérençuby ou la forêt d'Iraty. En venant de Saint-Jean-Pied-de-Port, prendre la route du col d'Iraty, passer devant la chapelle Saint-Sauveur, monter au col de Burdincurutcheta, descendre jusqu'au plateau d'Iraty et prendre la route départementale D301 jusqu'au col de Sourzay. S'arrêter au niveau de la seule maison (en 2011). Le mont Okabe se situe au sud-est. L'accès à pied prend environ une heure.
Le sommet est sur le parcours du GR 10.

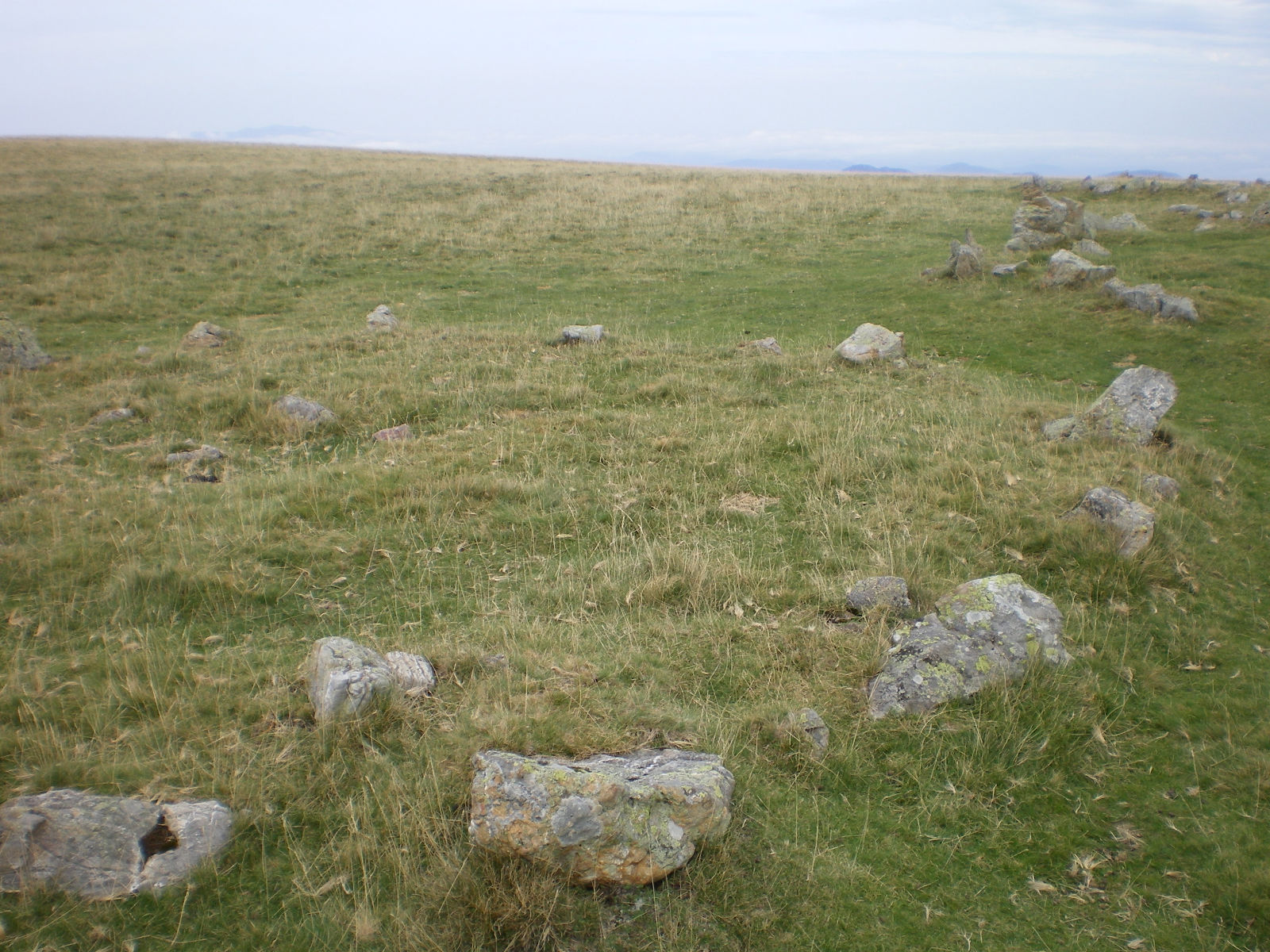
Harrespil, baratz sur le mont Okabe.
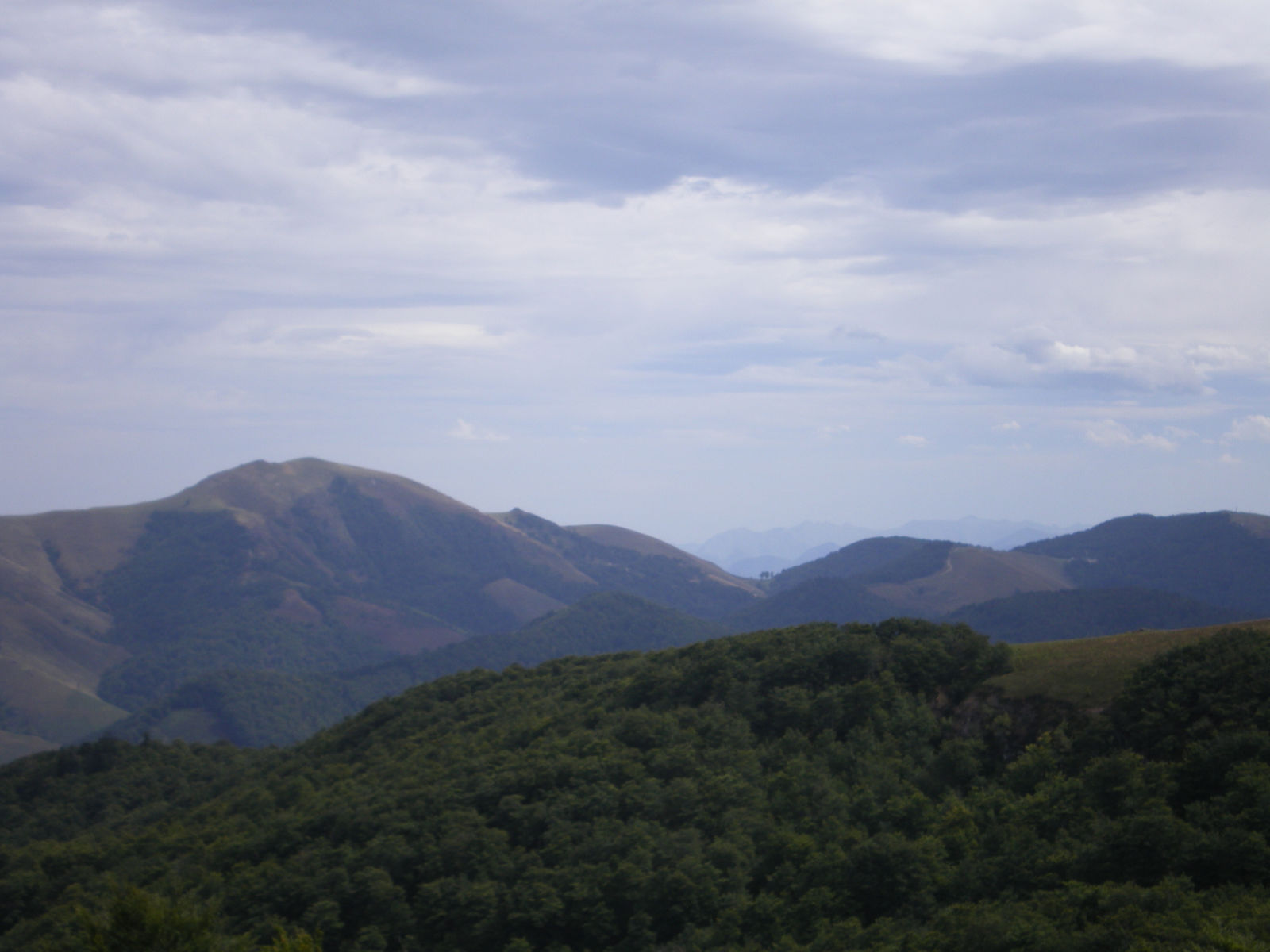
Vue du mont Okabe.
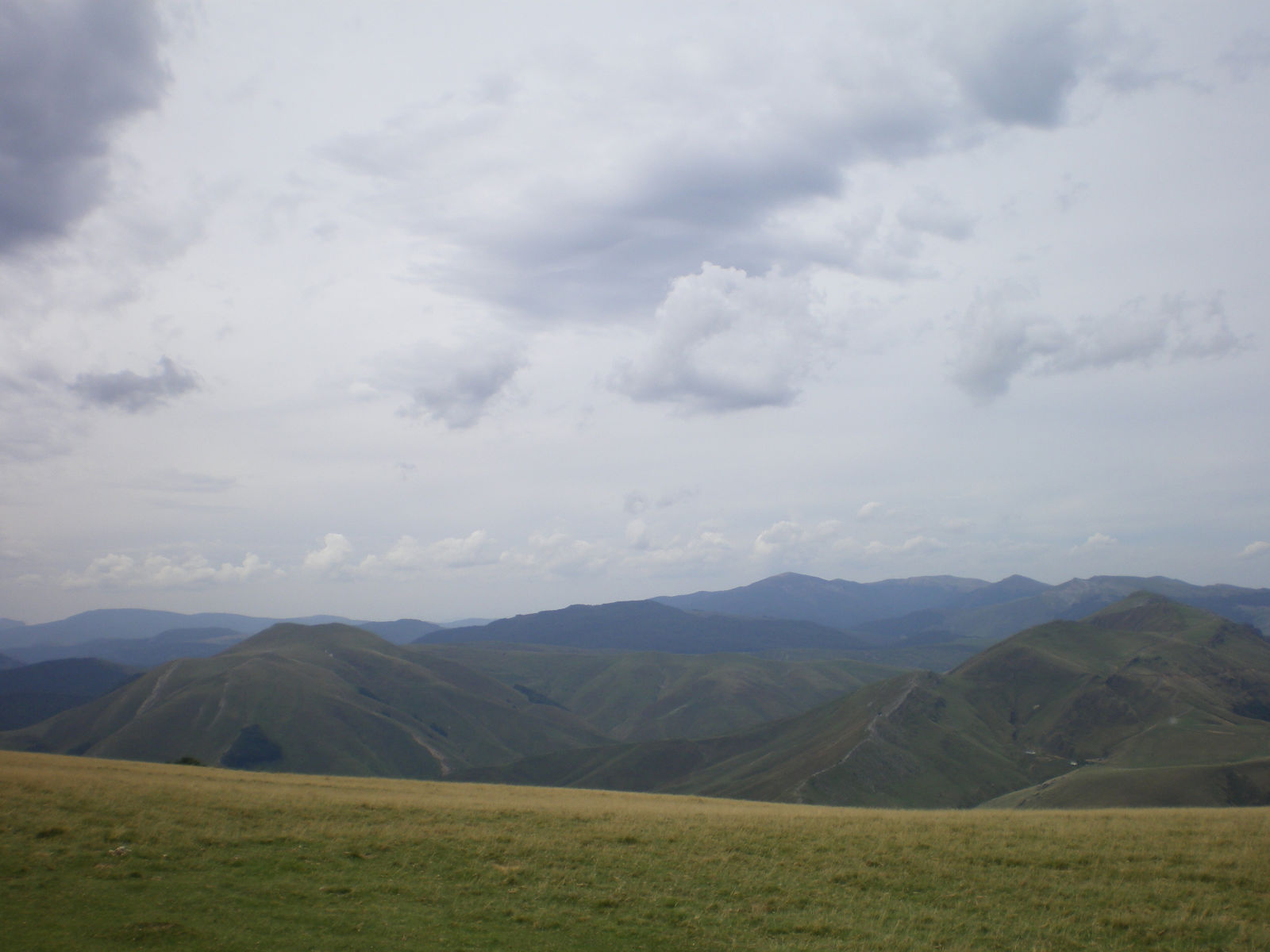
Vue du mont Okabe.
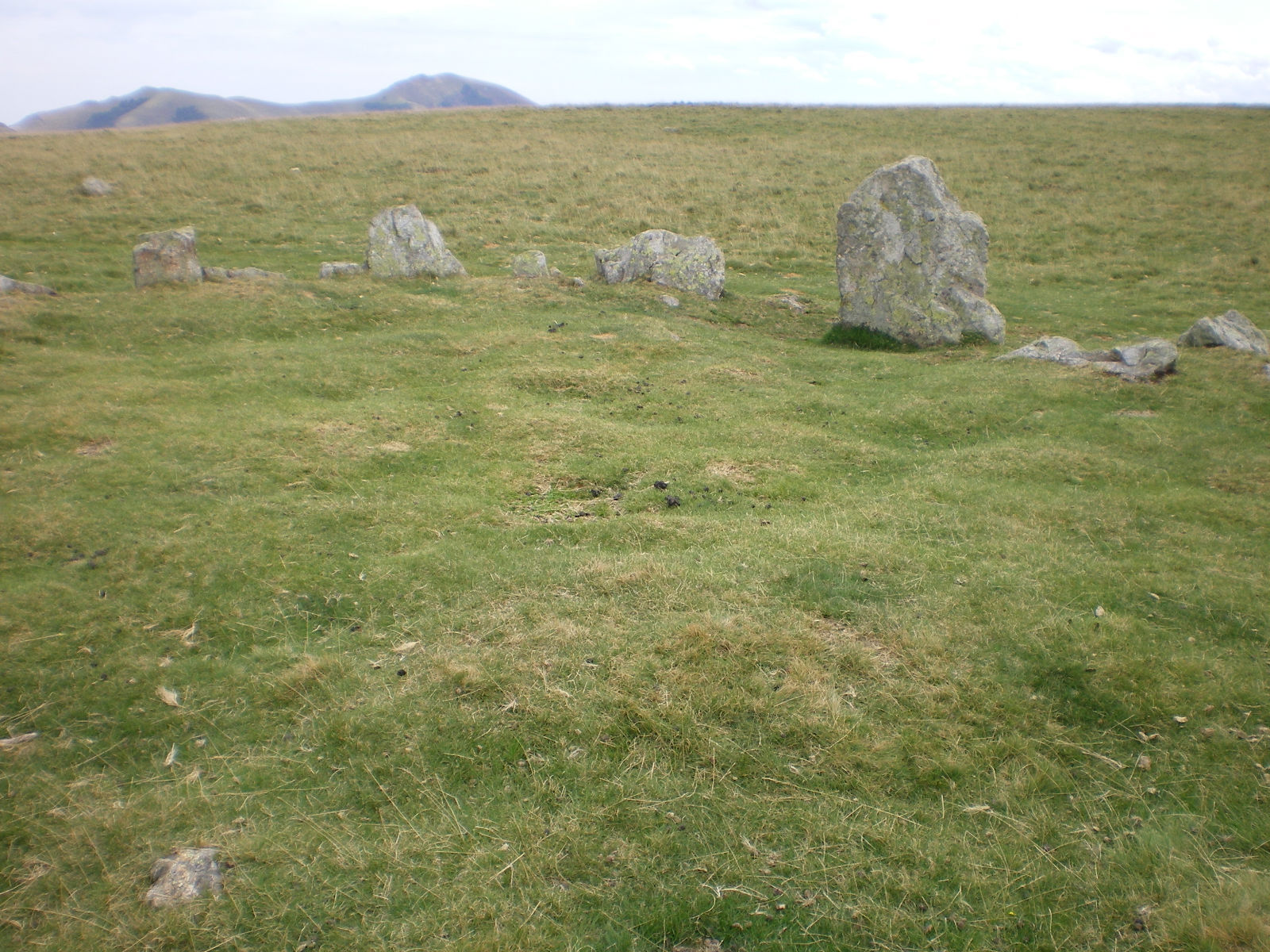
Harrespil, baratz sur le mont Okabe.
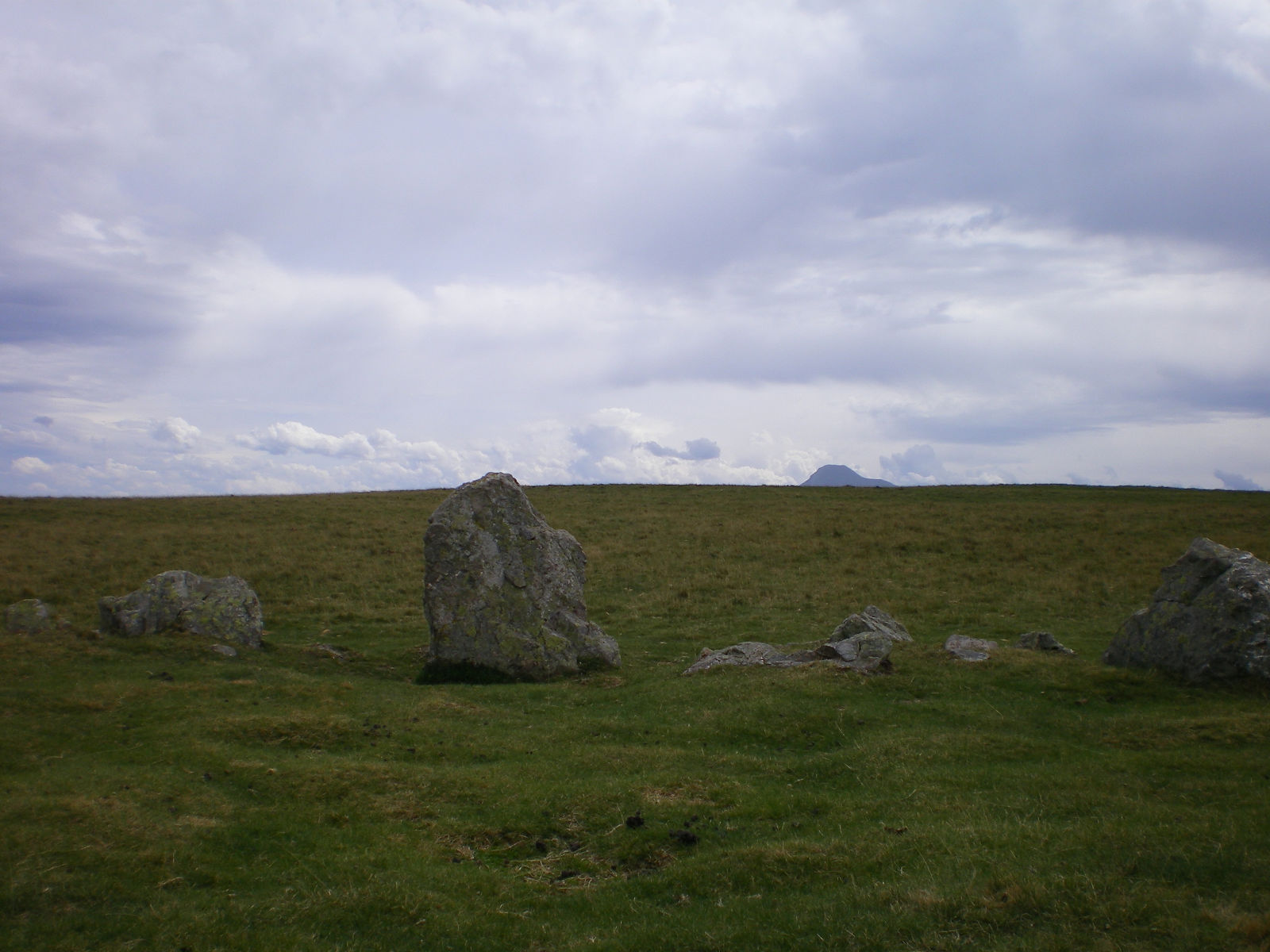
Harrespil, baratz sur le mont Okabe.
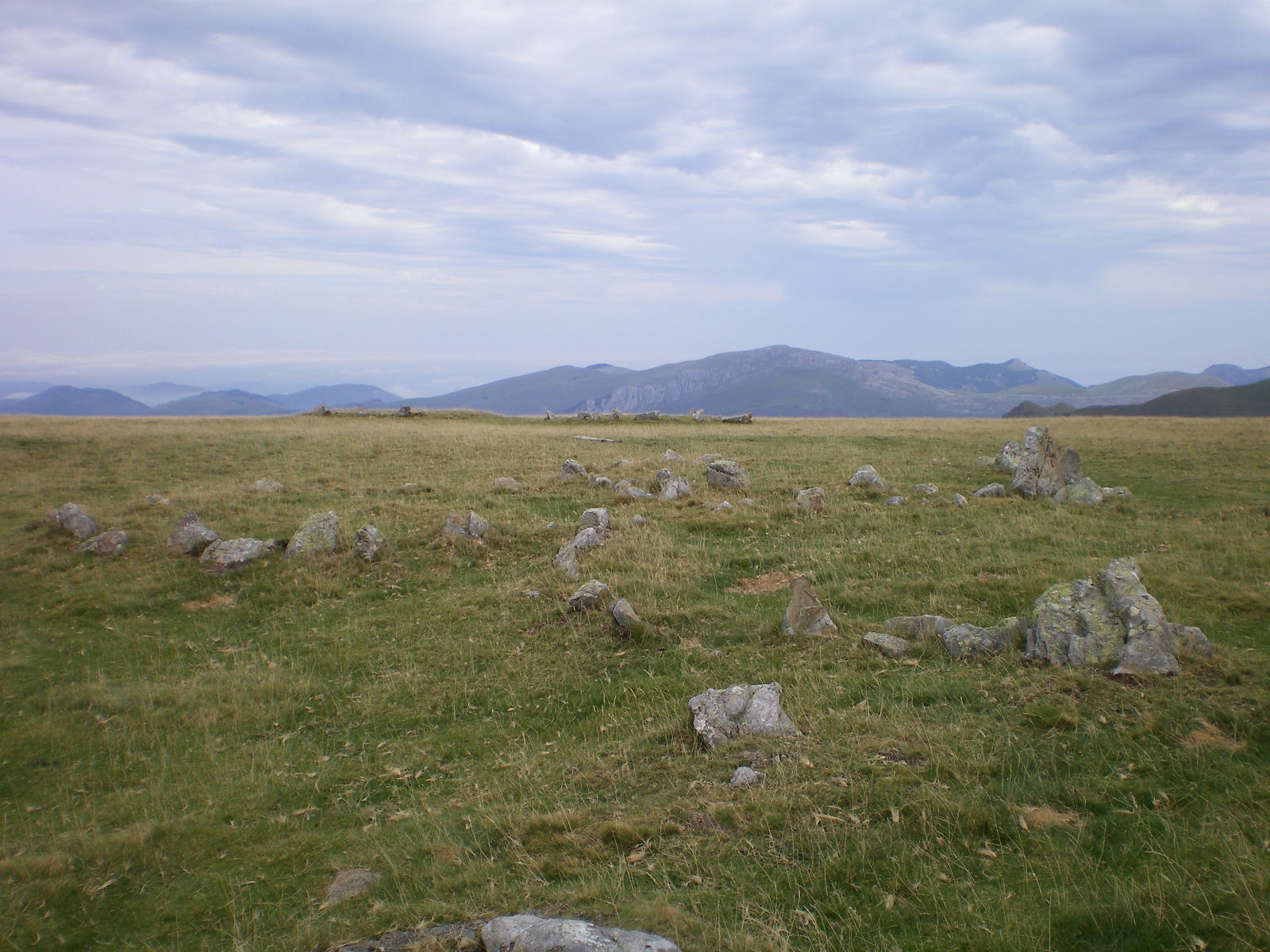
Harrespil, baratz sur le mont Okabe.
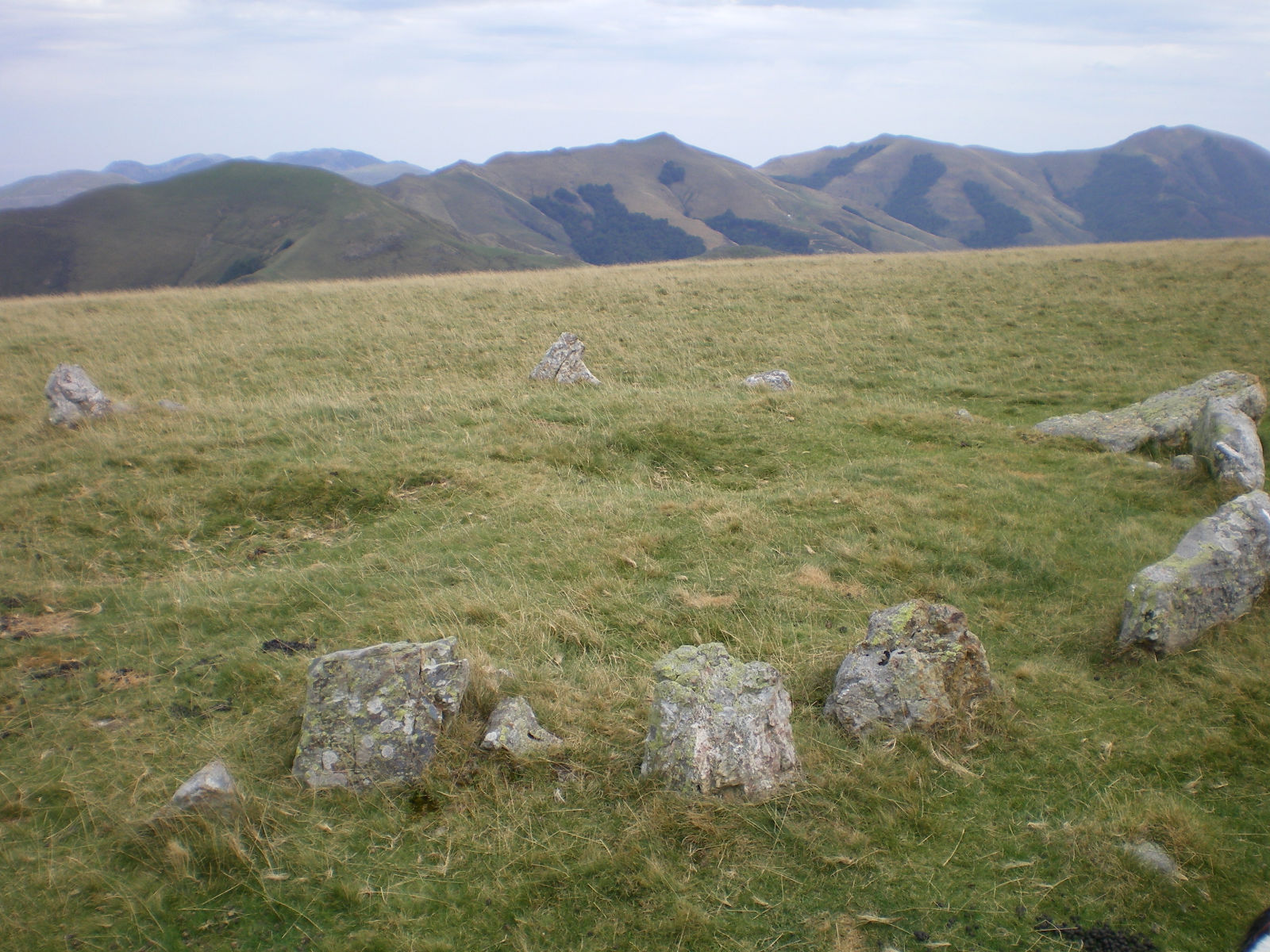
Harrespil, baratz sur le mont Okabe.
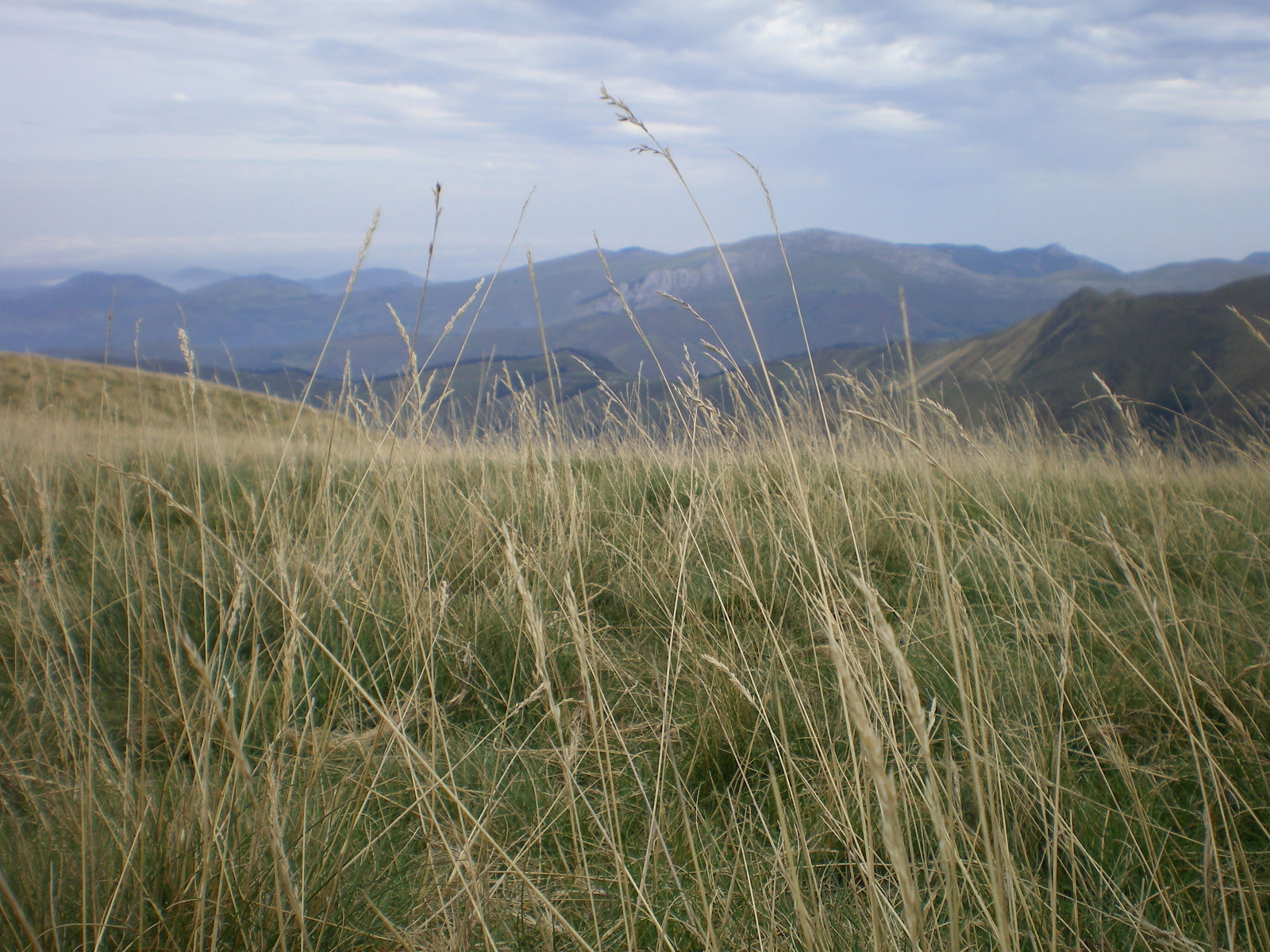
Vue du mont Okabe.